# Weiz
Weiz je rakouské okresní město ve spolkové zemi Štýrsko. Žije zde přibližně 12 tisíc obyvatel.

## Partnerská města
- Ajka, Maďarsko
- Grodzisk Mazowiecki, Polsko
- Offenburg, Německo